# Osenets
Osenets (bulgariska: Осенец) är ett distrikt i Bulgarien.   Det ligger i kommunen Obsjtina Razgrad och regionen Razgrad, i den nordöstra delen av landet, 260 km öster om huvudstaden Sofia.
Trakten runt Osenets består till största delen av jordbruksmark. Runt Osenets är det ganska tätbefolkat, med 83 invånare per kvadratkilometer.